# KK Cedevita
El Košarkaški Klub Cedevita Zagreb es un equipo de baloncesto croata que compite en la A1 Liga, la primera división del país. Tiene su sede en Zagreb y disputa sus partidos en el Dom Sportova, con capacidad para 3500 espectadores.

## Historia
El club nació en 1991 en Botinec, un suburbio de Zagreb, gracias a un grupo de jóvenes del mismo, para disputar una competición que se desarrollaba entre equipos de los distintos barrios de la ciudad croata. Se denominó KK Botinec. El equipo fue ascendiendo de categoría hasta llegar a la A1 Liga en 2002. En su primera temporada acaba en la quinta posición del campeonato, por detrás de los cuatro grandes equipos del país, la Cibona Zagreb, el KK Split, el KK Zadar y el KK Zagreb.
En 2005 adquiere su actual denominación. Su mayor logro desde entonces había sido el alcanzar las semifinales de la liga croata en 2010, donde cayeron ante el Zadar, pero en 2011 llegaron a la final, que disputaron ante el KK Zagreb.
Desde la temporada 2013-2014 hasta la 2017-18 ganaron de forma consecutiva la Liga Croata de Baloncesto, todas ellas ante la KK Cibona.
A nivel europeo, en 2011 llegaron a las semifinales de la Eurocup tras ganar al Estudiantes en la ronda de cuartos, pero en la Final Four fueron eliminados por el UNICS Kazan.

Actualmente a partir de la Temporada 2019-20 se fusionaron con el equipo Esloveno Olimpija de Ljubiana una situación inedia la fusión de dos equipos de dos países distintos , pero manteniendo la sede del equipo Esloveno y manteniéndose jugando en ese país, dicha fusión es llamada como club Cedevita Olimpija.

## Palmarés
- A1 Liga
  - Campeón (5): 2014, 2015, 2016, 2017 y 2018
  - Finalista (3): 2011, 2012, 2019
- Copa de Croacia
  - Campeón (7): 2012, 2014, 2015, 2016, 2017, 2018 y 2019
  - Finalista (1): 2013